# Trbounje
Trbounje je naselje u sastavu Grada Drniša, u Šibensko-kninskoj županiji. Nalazi se oko 5 kilometara sjeverozapadno od Drniša, u jugozapadnom podnožju Promine.

## Povijest
Trbounje se od 1991. do 1995. godine nalazilo pod srpskom okupacijom.

## Stanovništvo
Prema popisu iz 2011. godine naselje je imalo 225 stanovnika.
| broj stanovnika | 468   | 588   | 536   | 592   | 644   | 844   | 844   | 971   | 1207  | 1193  | 1070  | 868   | 585   | 487   | 259   | 225   | 181   |
|                 | 1857. | 1869. | 1880. | 1890. | 1900. | 1910. | 1921. | 1931. | 1948. | 1953. | 1961. | 1971. | 1981. | 1991. | 2001. | 2011. | 2021. |

## Znamenitosti
- crkva svetog Frane